# Capanna Luigi Amedeo di Savoia
La capanna Luigi Amedeo di Savoia era un bivacco situato sulla cresta sud-ovest del Cervino a 3840 m s.l.m.

## Storia
La capanna fu costruita a Torino nel 1893 su ordine del CAI, venne poi smontata e trasportata a piedi sulla cresta del Leone (fr. Crête du Lion) e poi lì rimontata. Essa era il rifugio principale per la via normale italiana al Cervino, finché nel 1968 fu costruito poco sotto il rifugio Jean-Antoine Carrel e quindi essa divenne un ricovero in caso di sovraffollamento.
Nel 1995 fu ceduta alla Società Guide del Cervino e nel 2003, a causa delle innumerevoli frane che stavano coinvolgendo il Cervino in quell'anno, fu danneggiata parecchio. L'anno dopo è stata smontata ad opera delle guide e portata a valle. È stata ricostruita ed è stata messa nella piazza della chiesa a Valtournenche fino al 2009, quando è stata trasferita davanti al nuovo ufficio della Società Guide del Cervino, sulla place des guides a Breuil-Cervinia.

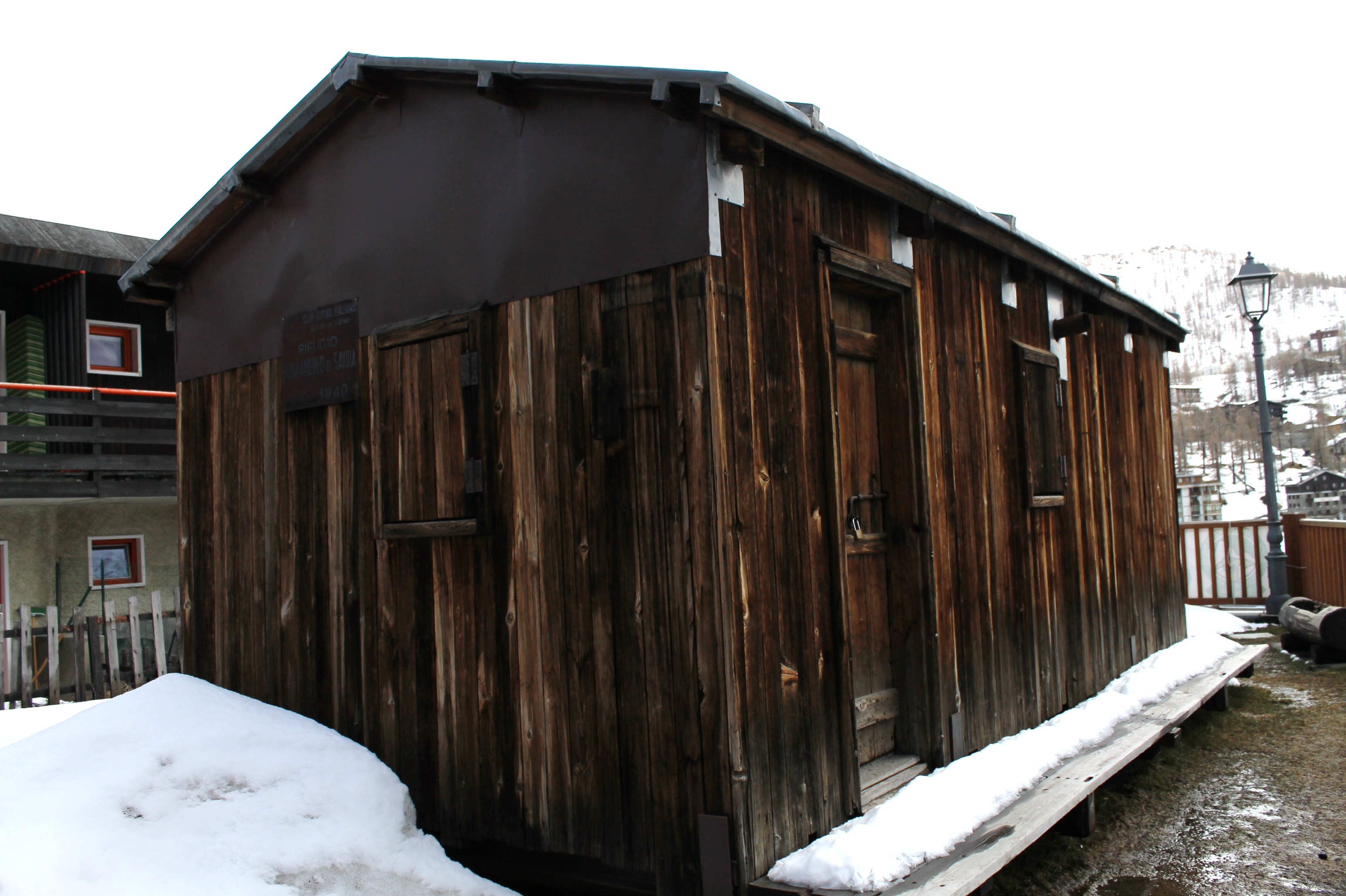
La capanna sulla place des guides a Breuil-Cervinia.